# Paul Vermeire
Paul Vermeire (Oostende, 1 juli 1928 – aldaar, 27 december 1974) was een Belgisch keramist, glazenier en kunstschilder.

## Biografische gegevens
Hij was gehuwd met Yvonne Van Uffelen (1956) en had twee kinderen.
Hij liep school in het Onze-Lieve-Vrouwecollege in Oostende en trok daarna naar het Hoger Sint-Lukasinstituut in Gent. Zijn studiegenoten waren er onder meer Arno Brys, Luc Verstraete en Willy Bosschem. Hij studeerde ook monumentale schilderkunst aan de Steurbautschool van kunstenaar Jos Trotteyn. In 1951 was zijn studietijd ten einde. Hij vestigde zich in het ouderlijke huis te Oostende.
In 1954 was hij een van de assistenten die René Magritte hielpen bij de realisatie van zijn muurschildering in het Casino in Knokke.
In schilderijen en houtskooltekeningen legde hij expressieve gezichten en houdingen vast van personen, marines, portretten van familieleden en religieuze onderwerpen.
Vermeire werkte een tijd bij de Brugse keramist Joost Maréchal en begon in 1955 op zelfstandige basis als keramist.
Hij maakt kruisbeelden, haard- en tafeltegels, asbakken, vazen en tal van keramieken genre gelegenheidsopdrachten. Hij fabriceerde onder de naam "Ter Ignis".
Na 1960 creëerde hij ook meer ambitieuze artistieke keramieken.

## Realisaties
- Glasraam in de Dominikanenkerk in Oostende (Verschijning van O.L. Vrouw aan de H. Dominicus)
- Bas-reliëf in het Belgisch Paviljoen in de Expo '58.
- Kruisweg in de Sint-Katharinakerk in Oostende (wijk Conterdam)(1963)
- Kruisweg in de kapel van  het rusthuis "Riethove" in Oudenburg (1968
- Kruisweg in de kapel van de zusterschool in De Haan (1964)
- Christusbeeld voor de St. Magdalenakerk in Brugge (1972)
- Monumentaal bas-reliëf in Sparrenduin in De Haan (1972)
- Maria-ten-Hemelopneming in de kerk van Maria-Horebeke (1973)
- Monumentaal muurceramiek  Christelijke Mutualiteit, Kan.Dr. Louis Colensstraat, Oostende (1974)
- Trofee Jong-euro-Song-festival
- Madonna in de kapel van het O.L.V.College in Oostende (1960; verdwenen)
- Monumentale ceramiek in residentie Riviera (Vindictivelaan, Oostende)
- Monumentale keramiek in OCMW-gebouw "De Strandjutter" in Blankenberge (1974)
- Monumentale ceramiek, Sint-Jozefskliniek, Oostende (1974)
- Monumentaal Keramiek (3x1 meter), onderwerp zes beroepen (smid, apotheker, bakker, schrijnwerker, metselaar, beenhouwer), Ontvangsthal Bankfiliaal West-Vlaams Beroepskrediet (W.V.B.), momenteel Beobank-filiaal, Hendrik Serruyslaan 34, Oostende (1949; verwijderd, maar volledig gerecupereerd)

## Tentoonstellingen
- 1960, Oostende, Feest- en Kultuurpaleis

## Musea
- Kunstmuseum aan Zee, Oostende